# Anstalten Witzwil

Witzwil (1895)

Die Justizvollzugsanstalt Witzwil (JVA Witzwil), salopp auch kurz Witz, ist eine offene Strafanstalt des Kantons Bern auf dem Gebiet der Gemeinden Erlach, Gampelen und Ins im Kanton Bern sowie der Gemeinde Mont-Vully im Kanton Freiburg, Schweiz. Sie bietet Platz für 166 Gefangene, erwachsene Männer. Hier werden Freiheitsstrafen, Arbeitsexternat und ambulante Massnahmen vollzogen. 
Sie besteht aus einer Strafanstalt für Männer, den Arbeitserziehungsanstalten Lindenhof, Eschenhof und Nusshof, mehreren Siedlungen für Angestellte sowie einem grossen Gutsbetrieb.

## Geschichte
1860 kaufte Notar Friedrich Emanuel Witz aus Erlach (nach ihm ist die Domäne benannt) Land im westlichen Grossen Moos, um es im Gefolge der Juragewässerkorrektion der Urbarisierung zuzuführen. Er verkaufte es später der 1870 gegründeten Landwirtschaftlichen Gesellschaft Witzwil (auch Einfache Gesellschaft Grosses Moos), an der unter anderem der Politiker Jakob Stämpfli mit seinem ganzen Vermögen beteiligt war. Ziel des Unternehmens war es ursprünglich, entlassenen Sträflingen eine neue Heimat zu geben. 1879 geriet es in Konkurs, worauf der Kanton Bern die Domäne aus der Konkursmasse erwarb und 1894 eine erste Kaserne für hundert Gefangene erstellte. Die 1895 von St. Johannsen abgetrennte Anstalt wurde von da an bis 1937 von Otto Kellerhals und von 1937 bis 1963 von dessen Sohn Hans Kellerhals geleitet. Einen Einblick in das Leben in der Anstalt gibt das «Witzwillied», welches damals von den Insassen gesungen wurde.
Zwischen 1914 und 1954 wurde der gesamte in der Stadt Bern anfallende Haus- und Strassenkehricht zur Anstalt geliefert und von den Insassen in wieder verwertbare, zu verbrennende und zu deponierende Bestandteile sortiert. Dieses frühe Mülltrennungsverfahren wurde seitens der Anstalt zum 31. Dezember 1953 gekündigt. Bis zur Fertigstellung einer Verbrennungsanlage der Stadt Bern im August 1954 wurden die Kehrichtlieferungen fortgesetzt. Dank eines eigenen Gleisanschlusses der Anstalt wurde der Kehricht mit speziellen Kehricht-Güterwagen von Bern aus direkt auf das Anstaltsgelände geliefert.
Als «administrativer Insasse» verbrachte von 1925 bis 1926 Friedrich Glauser ein Jahr in Witzwil und unternahm in dieser Zeit einen Suizidversuch. Kurz nach dem Ende des Zweiten Weltkrieges erreichte Witzwil mit 600 Insassen den bisherigen Höchstbestand an Gefangenen. Von 1980 bis 1985 wurde ein Neubau des Gefängnisses errichtet und 1995 eine geschlossene Wohngruppe eröffnet. 1998 folgte die Eröffnung der Abteilung Ausschaffungshaft mit 36 Plätzen, die im Jahr 2020 definitiv geschlossen wurde.
Die JVA Witzwil gehört seit 1959 zum Konkordat zur Planung des Strafvollzugswesens der Nordwest- und Innerschweiz. Heute bietet Witzwil 166 Insassenplätze und umfasst 125 Stellen. Mit 825 Hektaren (einschliesslich 110 Hektaren Alp) Gesamtfläche stellt die Anstalt den grössten Landwirtschaftsbetrieb der Schweiz mit einem jährlichen Umsatz von 23 Millionen Franken dar. Zum Betrieb gehören 20 Traktoren, 500 Rinder, 120 Pferde, 600 Freilandschweine, 200 Hühner und 30 Bienenvölker; betrieben werden Acker-, Gemüse- und Zuckerrübenbau sowie Viehwirtschaft.
Die Produkte werden auch über den eigenen Hofladen, den «Witzwiler Laden» abgesetzt. 2024 wurde bekannt, dass in den folgenden Jahren 385 Hektaren Landwirtschaftsland aus dem Betrieb ausgeschieden werden.